# سرانیلا
سرانیلا نوعی از شعر کوتاه در ادبیات اسپانیایی است که بر موضوعات معمولی تمرکز دارد، معروف‌ترین نویسندگان آن خوان رویز (Juan Ruiz)، اولین مارکیز  Santillana هستند.